# رومان کوستوماروف
رومان کوستوماروف (روسی: Роман Серге́евич Костомаров؛ زادهٔ ۸ فوریهٔ ۱۹۷۷) رقصنده روی یخ اهل روسیه بود.
وی همچنین برندهٔ جوایزی همچون نشان دوستی شده‌است.